# 無量寿経
『無量寿経』（むりょうじゅきょう）は、大乗仏教の経典の一つ。
原題は『スカーヴァティー・ヴィユーハ』（梵: Sukhāvatī-vyūha）で、「極楽の荘厳」という意味である。サンスクリットでは同タイトルの『阿弥陀経』と区別して、『大スカーヴァティー・ヴィユーハ』とも呼ぶ。

## 概要
サンスクリット写本、チベット語訳、漢訳が現存する。
日本では特記が無い限り『無量寿経』というと、漢訳『仏説無量寿経』の事を示し、浄土宗や浄土真宗では根本所依の経典とされる。
イェシェーデ（Ye shes sde）らによるチベット語訳は『アミターバ・ヴューハ』（Amitābhavyūha）すなわち「無量光仏の荘厳」というサンスクリットの題名を持つ。

## 漢訳
『大スカーヴァティー・ヴィユーハ』の漢訳は、かつて古来中国に12訳が存したと日本では伝えられており、5つの訳本が現存し、7つの訳本は欠本とされる。このように五存七欠十二訳が言われるが、その史実性は疑われている。
諸漢訳はいずれも無量寿佛の立誓、浄土・極楽往生が説かれるが、内容は同一でなく差異がみえる。

### 仏説阿弥陀三耶三仏薩楼仏檀過度人道経
- 『仏説阿弥陀三耶三仏薩楼仏檀過度人道経』2巻 呉の支謙訳…「呉訳」
  - 後漢の支婁迦讖訳とする説もあるが、支謙訳という説が一般的である[3]。
  - 別称には、『大阿弥陀経』がある[3]。
  - 阿弥陀如来の本願は、「四十八願」ではなく、「二十四願」である。
  - 偈頌を持たず、散文のみで構成される[3]。
  - 『大正新脩大蔵経』（以下、『大正蔵』）第12巻 P300～P317
  - 原文の経題の表記は、『佛説阿彌陀三耶三佛薩樓佛檀過度人道經卷上』、『佛説阿彌陀三耶三佛薩樓佛檀過度人道經卷下』 呉月支國居士支謙譯。
  - 主な引用先…源信…『往生要集』、法然：『選択集』、親鸞：『教行信証』。

### 仏説無量清浄平等覚経
- 『仏説無量清浄平等覚経』4巻 後漢の支婁迦讖訳…「漢訳[注 2]」
  - 支婁迦讖訳という説は仏教学では受け入れられていない[4]。
  - 西晋の竺法護訳、曹魏の白延（はくえん〈帛延とも〉）訳との説もある[4]。
  - 『大阿弥陀経』と『仏説無量寿経』の中間期に成立したとされている[4]。
  - 略称は、『清浄平等覚経』、『平等覚経』が用いられる。
  - 阿弥陀仏の本願は、「四十八願」ではなく、「二十四願」である。
  - 『大正蔵』 第12巻 P279～P299。
  - 原文の経題の表記は、『佛説無量清淨平等覺經卷第一』、『佛説無量清淨平等覺經卷第二』、『佛説無量清淨平等覺經卷第三』、『佛説無量清淨平等覺經卷第四』 後漢月支國三藏支婁迦讖譯。
  - 主な引用先…善導：『観経疏』、源信…『往生要集』、法然：『選択集』、親鸞：『教行信証』、『愚禿鈔』、作者不詳：『安心決定鈔』。

### 仏説無量寿経
- 『仏説無量寿経』2巻 曹魏の康僧鎧訳…「魏訳」
  - 漢訳のうち日本の浄土教諸宗において主に用いられるのは、この二巻本『仏説無量寿経』である。
  - 『歴代三宝紀』に現れる、康僧鎧が漢訳したという説は、多くの点から支持し難く[5][6]、東晋の仏陀跋陀羅・宝雲の両者によって421年に共訳されたとする説が有力である[5][7][8] 。
  - 上下巻の2巻からなるため『双巻無量寿経』（『雙巻無量壽經』）、『双巻経』（『雙巻經』）とも呼ばれる。また、経名に「大」の字を冠して『大無量寿経』と称し、略して『大経』とも称する。[注 3]。
  - 日本の浄土教の根本聖典の一つで、『仏説観無量寿経』（畺良耶舎訳）、『仏説阿弥陀経』（鳩摩羅什訳）とともに「浄土三部経」と総称される。
  - 浄土教諸宗の信者が勤行で読誦する「四誓偈」(三誓偈、重誓偈)は『仏説無量寿経』の一部分である。
  - 『大正蔵』第12巻 P265～279。
  - 原文の経題の表記は、『佛説無量壽經卷上』・『佛説無量壽經卷下』 曹魏天竺三藏康僧鎧譯。

#### 内容
上巻
序分に王舎城の耆闍崛山において、優れた比丘や菩薩たちに対して、釈尊が五徳の瑞相をあらわし説かれた。
正宗分には、ある国王が世自在王仏のもとで出家し法蔵菩薩と名乗り、偈文（「讃仏偈」）を作り師を讃嘆し、諸々の仏の国土の成り立ちを見せて欲しいと願いを述べ、その仏国土より優れた点を選び取り、発願（ほつがん）し、五劫の間思惟して行を選び取った。
願と行を選び取った法蔵菩薩は、師に向かい48の願（四十八願）を述べた。
続けてこの願の目的を述べ重ねて誓った（「四誓偈（重誓偈・三誓偈）」）。
そして兆戴永劫にわたり修行し、願が成就し、無量寿仏（阿弥陀仏）と成り、その仏国土の名が「極楽」であると説かれる。
願が成就してから十劫が経っていて、阿弥陀仏の徳とその国土である「極楽」の様子が説かれる。
下巻
極楽浄土に生まれたいと願う者は皆、仏になることが約束され、阿弥陀仏の名号を聞信し喜び、心から念ずれば往生が定まると説かれる。
その者たちは、上輩・中輩・下輩に分けられ、それぞれの往生の方法が説かれる。修行もやり遂げられない、善行も戎も守りきれない下輩の者は、たとえわずかな回数でも、一心に念ずれば往生がさだまると説かれる。
そして釈尊は、偈文（「東方偈〈往覲偈〉」）を読み、教えを聞き、阿弥陀仏を敬い、「極楽」への往生を勧める。
さらに浄土に往生した聖なる者たちの徳を説かれる。
次に釈尊は弥勒菩薩に対して、煩悩のある世界（穢土）に生きる衆生の苦しみの理由を、三毒・五悪によると示し、誡める。
続けて弥勒菩薩に、そのままではその苦しみから逃れられない事を説き、「極楽」に往生する事が苦しみから逃れる方法であると説かれる。
それは、ただ無量寿仏の名を聞いて、たった一度でも名を称えれば（念仏）すれば、功徳を身に供える事ができると説いた。この教えを聞いたものは、後戻りする事は無い（必ず往生できる）と説かれる。
流通分には、無上功徳の名号を受持せよとすすめ、時が流れ一切の法が滅しても、この経（『無量寿経』）だけは留めおいて人々を救いつづけると説かれる。

### 無量寿如来会
- 『無量寿如来会』2巻 唐の菩提流志[注 6]訳…「唐訳」
  - 『大正蔵』第11巻 P91～P101。
  - 原文の経題の表記は、『大寶積經卷第十七』「無量壽如來會第五之一」、『大寶積經卷第十八』「無量壽如來會第五之二」 大唐三藏菩提流志詔譯。
  - 略称は、『如来会』が用いられる。
  - 阿弥陀仏の本願は、「魏訳」と同じ「四十八願」である。
  - 主な引用先…親鸞：『教行信証』、『浄土文類聚鈔』、『愚禿鈔』、『浄土三経往生文類』、『一念多念文意』、『如来二種回向文』、『親鸞聖人御消息（善性本）』、蓮如：『正信偈大意』。

### 仏説大乗無量寿荘厳経
- 『仏説大乗無量寿荘厳経』3巻 宋の法賢（ほっけん）訳…「宋訳」
  - 『大正蔵』第12巻 P318～P326。
  - 原文の経題の表記は、『佛説大乘無量壽莊嚴經卷上』、『佛説大乘無量壽莊嚴經卷中』、『佛説大乘無量壽莊嚴經卷下』 西天譯經三藏朝散大夫試光禄卿 明教大師臣法賢奉詔譯。
  - 略称は、『荘厳経』が用いられる。
  - 阿弥陀仏の本願は、「四十八願」ではなく、「三十六願」である。

### 欠本とされている7つの異訳本
- 『無量寿経』2巻 後漢の安世高訳とされる。
- 『仏説無量清浄平等覚経』2巻 曹魏の白延訳とされる。
- 『仏説無量寿経』2巻 西晋の竺法護訳とされる。
- 『仏説無量寿至真等正覚経』1巻 東晋の竺法力（じくほうりき）訳とされる。
- 『新無量寿経』2巻 東晋の仏陀跋陀羅訳とされる。[注 7]
- 『新無量寿経』2巻 東晋の宝雲（ほううん）訳とされる。[注 8]
- 『新無量寿経』2巻 劉宋の曇摩蜜多（どんまみった）訳とされる。

## チベット語訳
- 経題は『'phags pa 'od dpag med kyi bkod pa zhes bya ba theg pa chen po'i mdo』[5]（聖なる“無量光仏の荘厳”という名の大乗経）。
- 阿弥陀仏の本願は、「四十八願」より一つ多い「四十九願」である[5]。
- 訳者はデルゲ版、ラサ版、トクパレス写本に至るまで、イェシェーデ、ジナミトラ、ダーナシーラと記されているが、北京版だけがルイギェンツェン（Klu'i rgyal mtshan）とする[5]。
- 三毒段、五悪段がなく、サンスクリット本と同じ形態である[5]。